# King Cove
King Cove város az USA Alaszka államában, Aleutians East megyében. Lakosainak száma 757 fő (2020. április 1.).

## Népesség
A település népességének változása:

| 2010 | 938 |
| 2020 | 757 |